# Шибінський Сергій Володимирович
Шибінський Сергій Володимирович (нар. 14 серпня 1963, смт Теплик, Вінницька область) —Борець за незалежність України у XX сторіччі , один з фундаторів Народного Руху України за перебудову. Член Могилів-Подільської міськрайонної організації Народного Руху України  з 22 вересня 1990 року до 24 серпня 1991 року,громадський діяч, альпініст,парапланерист, публіцист, науковець,краєзнавець.

## Життєпис
Народився 14 серпня 1963 року в смт  Теплик на Вінниччині. Закінчив Вінницький державний педагогічний інститут   (1985 р.),Національну академію державного управління при Президентові України  (2000 р.) — магістр державного управління. Автор 10 наукових праць з питань державного управління. З 2003 до 2006 року працював віце-президентом, фінансовим директором футбольного клубу «Юніон Агрікола Барбаренсі Футбол Клуб», м. Санта-Барбара - д"Уесті , https://www.wikiwand.com/ru/Санта-Барбара-д%E2%80%99Уэстиштат Сан-Паулу, Федеративна Республіка Бразилія.
Захоплюється альпінізмом, гірським туризмом, пройшов багато складних маршрутів у різних гірських системах світу: Кавказ, Памір, Тянь-Шань, Альпи, Карпати.
Фундатор, лідер становлення парапланерного спорту в Україні, інструктор — парапланерист, активно популяризує серед молоді і населення краю любов до авіації, технічної творчості, https://npfu.org/lists/. В 1992 році започаткував цей вид спорту на Поділлі в місті Могилів-Подільський, в 1993 році очолив  Могилів-Подільську регіональну федерацію дельтапланерного спортуhttps://youcontrol.com.ua/catalog/company_details/20092381/, в 1995 році організував на машинобудівному заводі парапланерний клуб «Кіровець», в 2009 році обраний головою Вінницького обласного осередку федерації парапланеризму Україниhttps://youcontrol.com.ua/ru/catalog/company_details/36276057/, член збірної команди України з цього виду спорту в період з 1997 по 2001 роки.
У 1997 році  учасник Перших Всесвітніх авіаційних ігор, які проходили в Туреччині, лютий 1998 року учасник престижного відкритого чемпіонату Австралії,місто Брайт, квітень 1998 року вперше з українських парапланеристів брав участь у розіграші етапу Кубку світу в місті Корнізоло, Італія. В 1998 році учасник передчемпіонату світу, в 1999 році учасник Чемпіонату світу в місті Брамберг, Неукірхен Австрія, в 2000 році змагався на Чемпіонаті Європи, м. Гарміш — Партенкірхен, ФРН. Неоднаразовий призер Кубку Дністра. Учасник  численних українських і міжнародних змагань.
Виховав члена збірної команди України 1997—1999 р.р. з парапланерного спорту — Мілевського Анатолія, чемпіонку України з парапланерного спорту серед юніорок в 2000 році Шибінську(Гнатюк) Ірину. Літав в Україні, росії, Молдові, Румунії, Австрії, Італії, Німеччині, Туреччині, Австралії, Аргентині, Бразилії.
Засновник і організатор ряду проектів: з 1995 року розіграшу традиційного, міжнародного, відкритого Кубку Дністраhttps://suspilne.media/57072-kubok-dnistra-u-vinnici-prohodat-zmaganna-z-paraplanernogo-sportu/, https://www.ukr.net/news/details/vinnytsya/80251592.html,  «Повітряне братерство», який проходить щороку в селі Нагоряни Могилів-Подільського району, 1995—2000 роки — Чемпіонатів України серед юніорів, в 1996 році — чемпіонату СНД(с. Нагоряни), і співорганізатор Кубку Домбая (Карачаєво-Черкеська АР, Росія), в 1997 році Кубку СНД, чемпіонату України(с. Нагоряни (Могилів-Подільський район), Кубку Домбая, в 2000,2001 році Чемпіонатів України (с. Нагоряни), з 2010 року проводиться відкритий Чемпіонат Вінницької області, в 2001,2012- 2015 роках — фестивалів екстремальної молодіжної культури « Спорт проти насилля і наркоманії», «Крила Придністров'я». В травні 2016 року організував проведення відкритого Чемпіонату Молдови з парапланерного спорту в селі Нагоряни, Кремінне, в травні 2017—2019 року співорганізатор «АВІАФЕСТУ» в с. Нагоряни, Лядова, Кремінне.https://mogpod-rayrada.gov.ua/news/avia-festi-krila-dnistra-2017/, https://rda-m-p.gov.ua/album/10/
В 2003 році створив Могилів — Подільську районну дитячо-юнацьку спортивну школуhttps://vkursi.pro/card/mohyliv-podilska-diussh-26339262.
В 1993 році створив Фонд молоді Могилів-Подільського району, який запровадив іменні стипендії для відзначення учнів шкіл, коледжів, що досягли успіхів у навчанні і розвитку своїх мистецьких здібностей.
У 2012  році  співавтор і куратор реалізації проектів, які реалізовувалися на кошти гранту Президента України для обдарованої молоді: «Створення молодіжного Центру повітроплавання в селі Нагоряни Могилів-Подільського району» - автор Гнатюк Ірина Сергіївна,https://zakon.rada.gov.ua/go/72/2012-рп,
У 2014 році -  "Молодіжна мистецька толока «Сонячне село» -автор Шибінський Андрій Сергійович,https://zakon.rada.gov.ua/go/349/2013-рп

## Творчість
Автор книг:
- «Небесне тяжіння –точка злету Нагоряни» https://rda-m-p.gov.ua/novini/prezentaciya-knigi-nebesne-tyazhinnya-tochka-zletu-nagoryani/(Вінниця, 2018);
- "Небесне тяжіння –точка злету Нагоряни" ,друге видання ,доповнене (Вінниця,2019);
- «Край Дністровий» (Вінниця, 2006);

Засновник музею історії парапланерного спорту «Етноісторичний  флай-парк Нагоряни»https://m.day.kyiv.ua/news/271221-na-vinnychchyni-na-terytoriyi-istoryko-kulturnoho-parku-nahoryanski-pechery-stvoryly, с. Нагоряни (Могилів-Подільський район) (2019).

## Відзнаки та нагороди
- Чемпіон Збройних Сил СРСР з гірського туризму (1986, 1990);
- Срібний призер Чемпіонату Збройних Сил СРСР з  гірського туризму(1991);
- Підкорювач найвищих вершин СРСР, звання "Сне́жный барс" номер жетону № 520.https://web.archive.org/web/20161210151108/http://ww.russianclimb.com/snowleopard/table.htm#
- Бронзовий призер чемпіонату України з парапланерного спорту  в командному заліку (1999);
- Чемпіон Бразилії з футболу в серії «С»,золота медаль (2004);
- Бронзовий хрест Українського Реєстрового козацтва (2008);
- Відзнака «XX років Народному Руху України за перебудову» (2009)  Відзнака "20 років Народному Руху України" ;
- Державна нагорода, відзнака Президента України,Ювілейна медаль «25 років незалежності України» , Указ Президента України №336/2016 від 19 серпня https://www.president.gov.ua/documents/3362016-20405  (2016) .